# Resident Evil 7: Biohazard
A Resident Evil 7: Biohazard (Japánban Biohazard 7: Resident Evil) a Capcom videójátékgyártó cég Resident Evil című túlélőhorror-sorozatának 7. része.

## Történet
Ethan Winters, egy átlagos ember, aki 3 éve eltűnt felesége után ment Louisianába, egy Dulvey nevű város melletti farmra, ahol a Baker család él. Mikor Ethan oda ér, kiderül szörnyű titkuk, hogy sorozatgyilkosok és embereket esznek, ráadásul még szörnyek is laknak a házban. Végül kiderül, hogy egy fertőzés miatt van az egész, amit egy Eveline nevű vírussal fertőzött kislány terjesztett a Baker családon belül, és Ethan feleségét, Miát is megfertőzte. Ethannek meg kell mentenie a feleségét és ki kell menekülnie a Baker család és a fertőzés karmaiból.

## Szereplők
- Ethan Winters – A játék főszereplője. Új szereplő a Resident Evil történelemben, egy átlagos amerikai polgár, akinek az arcát sosem látjuk.
- Mia Winters – Ethan felesége.
- Jack Baker – A család feje, Marguerite férje, Lucas és Zoe apja.
- Marguerite Baker – Jack felesége, Lucas és Zoe anyja. Képes bogarakat idézni.
- Lucas Baker – Jack és Marguerite fia, Zoe bátyja. Veszélyes játékaival végez az áldozataival.
- Zoe Baker – Jack és Marguerite lánya, Lucas húga. Ő az egyetlen családtag, aki megúszta a gonosszá válást, sokat segített Ethannek.
- Eveline – A játék főgonosza, egy 8 éves vírussal fertőzött kislány. Ő a felelős azért, hogy a Baker család szívtelenné vált, főcélja, hogy Ethant és Miát a saját szüleivé tegye.
- Chris Redfield – Jól ismert szereplő a Resident Evil szériában. A fősztoriba csak a játék végén jelenik meg. A Not a Hero DLC-ben játszható karakter lesz, azzal a küldetéssel, hogy el kell kapnia Lucast.
- Joe Baker – Jack bátyja, Lucas és Zoe nagybátyja. Az End of Zoe főszereplője, aki az unokahúgát próbálja megmenteni a szörnyektől.

## Játékmenet
Már nem az akciórészek stílusát hordozza, hanem a régebbi, fix kameranézetes Resident Evil játékok stílusát képviseli, csak belső nézetben. Ugyanúgy kell fegyvereket szerezni és fejleszteni, és hasonlóképpen vannak biztonságos szobák, ahol az eszköztároló ládákban helyezhetjük el a tárgyakat. A magnóknál lehet menteni, mint a régi részekben (írógépeknél), csak nem kell gyűjteni hozzá magnókazettákat, kivéve, ha Madhouse nehézségi szinten játszol. Rejtvényeket, puzzle feladványokat kell megoldani, ami színesíti a játékmenetet. VR támogatással is lehet játszani a játékot.

## Demók

### Kitchen
Az E3 2015 rendezvényén bemutatott Kitchen című demó nem az első FPS-nézetben megjelent rész a sorozatban, ám a legelső VR-technológiával bemutatott Resident Evil-játék, ami hatalmas sikert aratott a közönségben. Ezt követően a Resident Evil alapsorozata véglegesen FPS-nézetbe került átültetésre, a sorozat fejlesztése pedig innentől a RE Engine név alatt futó, saját készítésű motorral zajlik. Tanulva a 6. rész hibáiból, a játék stílusa visszatér a gyökereihez, és a 7. epizód is az első részekhez hasonló egyhelyszínes horror lesz.

### Beginning Hour
Az E3 2016 rendezvényén megjelent, a Beginning Hour címet viselő, második játszható demó a játék megjelenést követően PlayStation 4-konzolra is letölthetővé vált a PlayStation Store kínálatából. A játék hasonlósága a Silent Hills című túlélőhorror Playable Teaser című demójához többek elégedetlenségét váltotta ki, ám a készítők azzal védekeztek, hogy annak bemutatása előtt megkezdték már a Beginning Hour fejlesztését. A készítők azt is hozzátették, hogy a demókban látható események nem képezik a teljes játék részét, hanem a sorozat 7. epizódjának előzményeit mesélik el bennük.

### Lantern
A harmadik demó, Lantern címmel került bemutatásra a 2016-os Gamescom konferencián. Címét a főhős, Mia, egy olajlámpával a kezében üldöző vénasszonyról kapta, aki egyébként már említést nyert a korábbi demókban is, az eltűnt Baker-család Marguerite nevű tagjaként. Az Alien-játékok Isolation című klasszikusának hangulatát idéző előzetes a konferencia exkluzív műsoraként csakis helyben volt kipróbálható, az interneten érdeklődők számára az ott felvett videók formájában tekinthető meg, illetve a teljes játék megjelenésével együtt annak egy kitérőszálaként játszhatóvá válik a teljes közönség számára is.

## Fogadtatás
A Resident Evil 7-et mind a kritikusok, mind a játékosok jól fogadták, és anyagilag is sikeres volt. Emellett a 2017-es év egyik legjobb játékává vált, és az egyik legjobb Resident Evil résznek tartják.